# Барвінкове (Прилуцький район)
Барві́нкове —  село в Україні, у Прилуцькому районі Чернігівської області. Населення становить 2 осіб. Входить до складу Парафіївської селищної громади.

## Населення

### Мова
Розподіл населення за рідною мовою за даними перепису 2001 року:
| Мова       | Кількість | Відсоток |
| ---------- | --------- | -------- |
| українська | 2         | 100%     |

## Географія
Село Барвінкове знаходиться на березі балки Логвинів Яр, на відстані 4 км від селища Тростянець. Станом на 1941 рік не мало власної назви на мапі РСЧА.